# Nikolaï Koulikovsky
Nikolaï Alexandrovitch Koulikovsky, également appelé Nicolas Koulikovski (5 novembre 1881 – 11 août 1958), était le second mari d'Olga Alexandrovna de Russie, la sœur du tsar Nicolas II et la fille du tsar Alexandre III. 
Il est né dans une famille propriétaire de terrains militaires du sud de l'Empire russe, et a suivi la tradition familiale en entrant dans l'armée. En 1903, il fut remarqué par la Grande Duchesse Olga pendant une revue militaire, et ils devinrent des amis proches. Olga voulut divorcer d'avec son premier mari, Pierre Alexandrovitch d'Oldenbourg, et ainsi se marier avec Koulikovsky, mais ni son mari, ni son frère, le tsar de l'époque, ne l'y autorisèrent.  
Pendant la Première Guerre mondiale, Olga obtint finalement le divorce et épousa Koulikovsky. Ils eurent deux fils. Son frère fut détrôné pendant la Révolution russe de 1917, et Koulikovsky fut licencié de l'armée par le gouvernement révolutionnaire. Les Koulikovsky furent forcés à l'exil, et Nikolaï devint un fermier et homme d'affaires au Danemark, où ils vécurent jusqu'après la Seconde Guerre mondiale. En 1948, ils émigrèrent au Canada en tant qu'immigrants agricoles, mais quatre ans après leur arrivée, ils vendirent leur ferme et déménagèrent dans une petite maison de banlieue. Koulikovsky devint de plus handicapé par un mal de dos, et mourut en 1958 à l'âge de 76 ans.